# Friande (Felgueiras)
Friande é uma povoação portuguesa sede da Freguesia de Friande do Município de Felgueiras, freguesia com 3,29 km² de área e 1750 habitantes (censo de 2021), tendo, por isso, uma densidade populacional de 531,9 hab./km²
O rio Sousa tem a sua nascente localizada em Friande.  
Da via romana que outrora delimitou a freguesia a norte, e se prolongava pelo lugar da Estradinha, restam alguns metros.

## Demografia
A população registada nos censos foi:
| Distribuição da População por Grupos Etários | Distribuição da População por Grupos Etários | Distribuição da População por Grupos Etários | Distribuição da População por Grupos Etários | Distribuição da População por Grupos Etários |
| -------------------------------------------- | -------------------------------------------- | -------------------------------------------- | -------------------------------------------- | -------------------------------------------- |
| Ano                                          | 0-14 Anos                                    | 15-24 Anos                                   | 25-64 Anos                                   | > 65 Anos                                    |
| 2001                                         | 395                                          | 320                                          | 830                                          | 119                                          |
| 2011                                         | 370                                          | 256                                          | 1043                                         | 169                                          |
| 2021                                         | 245                                          | 242                                          | 1005                                         | 258                                          |

## História
A Freguesia de Friande, inicialmente constituída por uma pequena unidade agrária e explorada por um colono de nome Feriande, data de 1176. Ano em que a capela de Santo André foi doada ao Mosteiro de Pombeiro por João Pais, para obter protecção do Conde D. Mendo Viegas de Sousa, padroeiro de Pombeiro e conselheiro de D. Afonso Henriques(…)

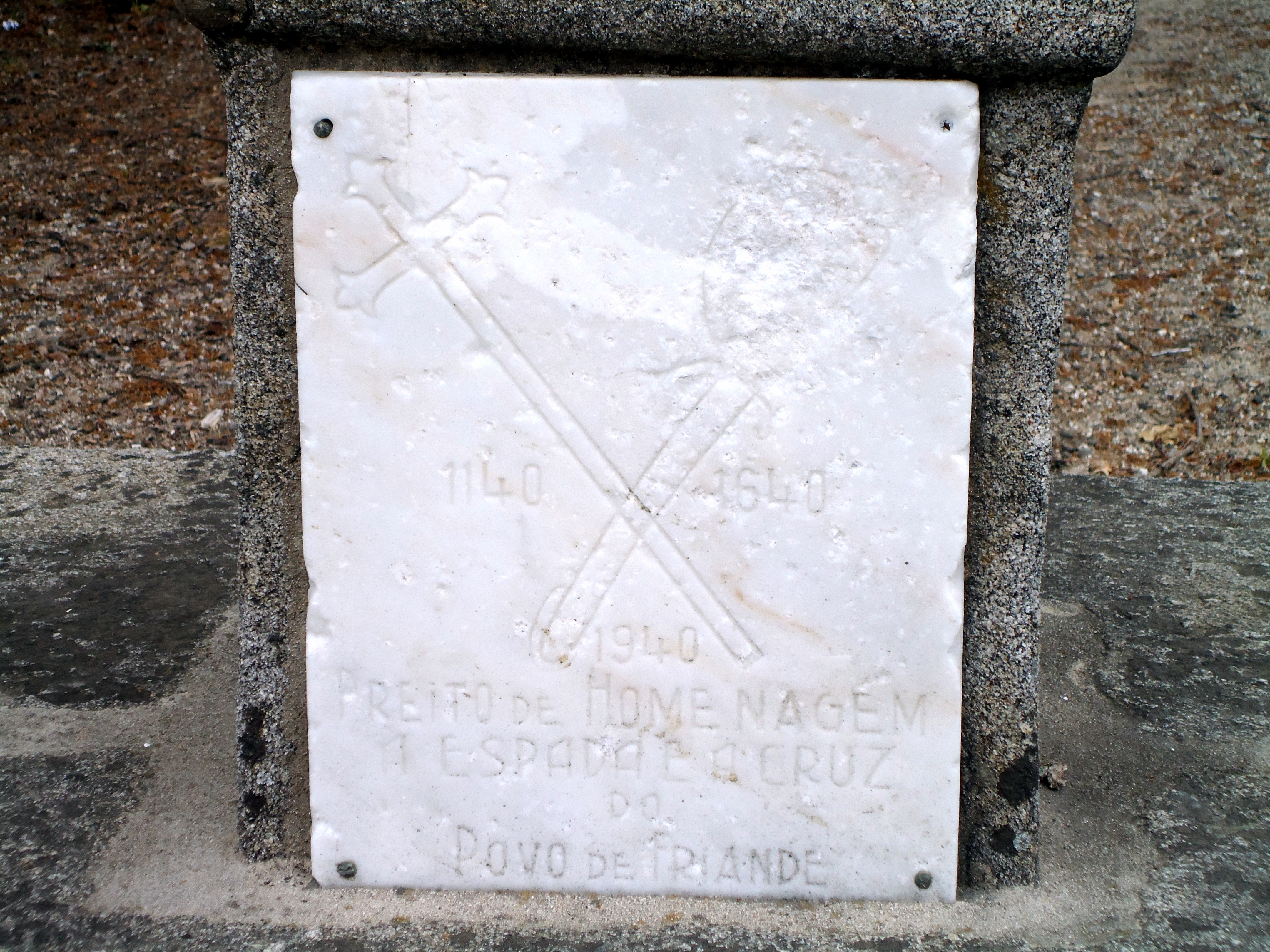
Inscrição no Cruzeiro

## Locais de Interesse

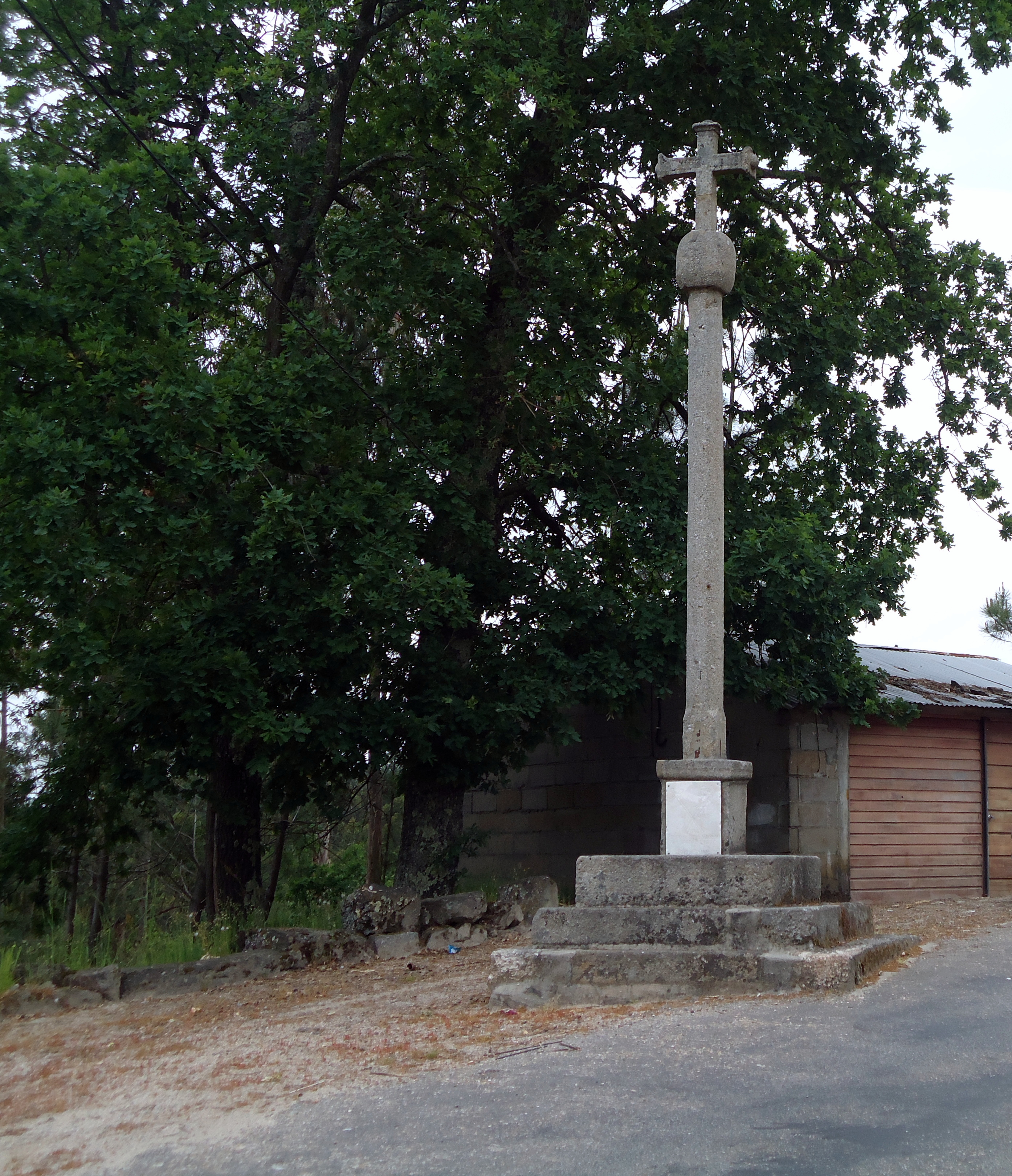
Cruzeiro

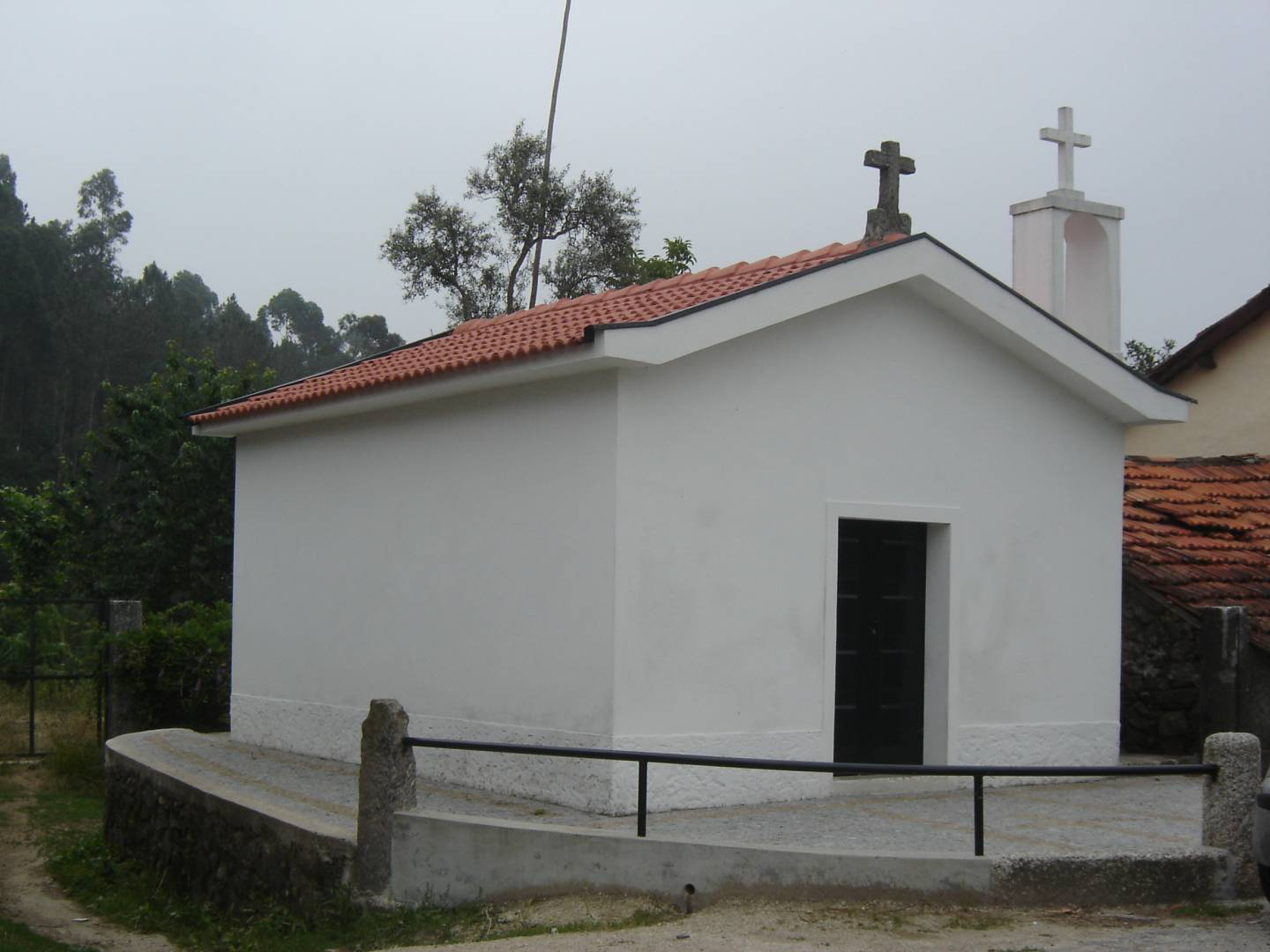
Capela de Santo André

- Igreja Matriz de Friande
- Capela de Santo André
- Museu Casa do Assento (Museu Casa do Assento)
- Nascente do Rio Sousa

## Tradições
- Festa de São Tomé a 5 de julho (Orago da freguesia: São Tomé)
- Festa de Santo André a 30 de novembro.

## Armas
Escudo de prata, faixa ondada de azul entre duas relhas de arado, de verde, em chefe, alinhadas em faixa e uma roda dentada de negro, em ponta. Coroa mural de prata de três torres. Listel branco, com a legenda a negro: “ FRIANDE - FELGUEIRAS “.